# Magertriften von Ober-Mörlen und Ostheim

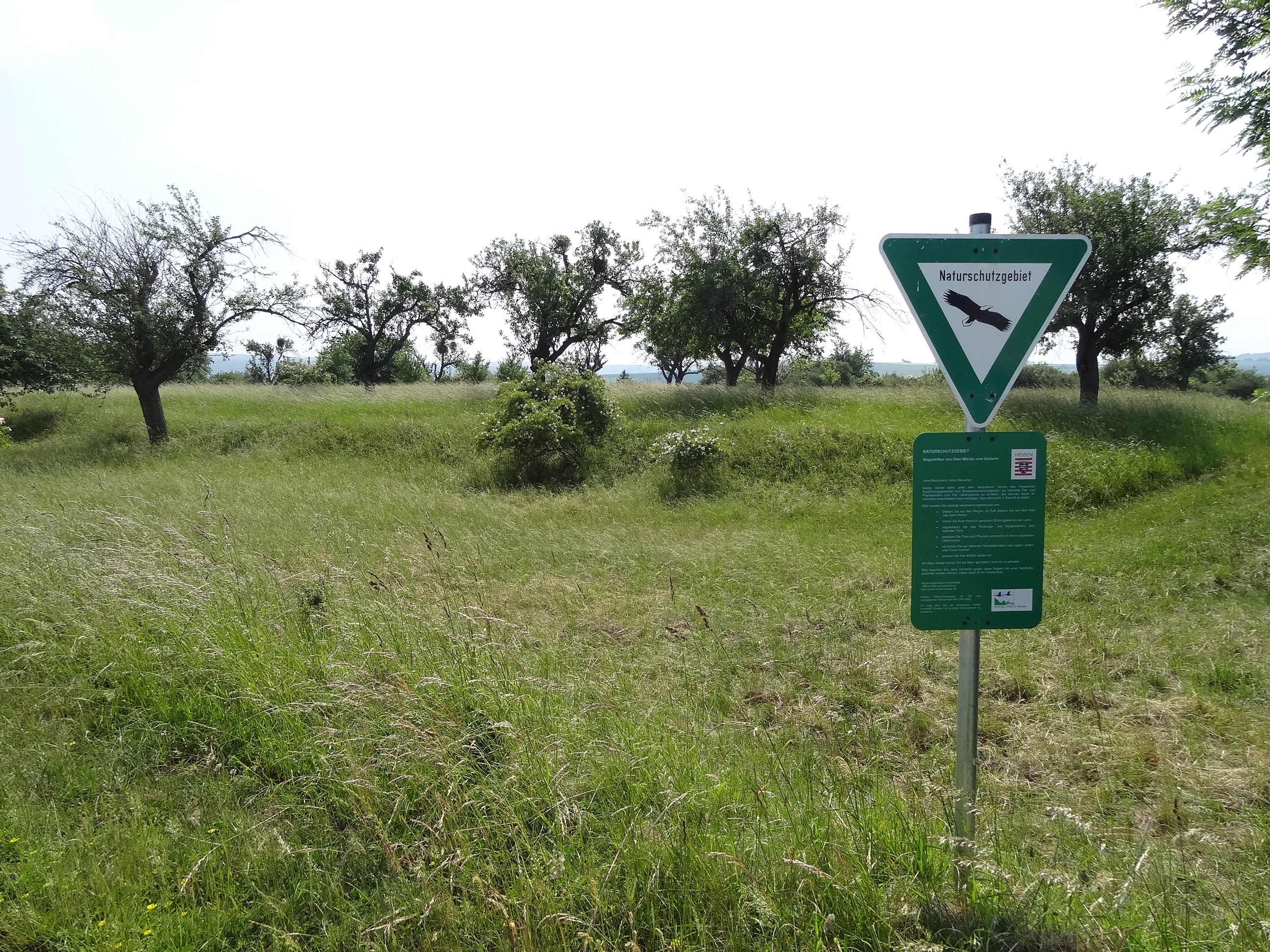
Naturschutzgebiet Magertriften von Ober-Mörlen und Ostheim (Juni 2015)

Das Naturschutzgebiet Magertriften von Ober-Mörlen und Ostheim liegt auf dem Gebiet der Stadt Butzbach und der Gemeinde Ober-Mörlen im Wetteraukreis in Hessen.
Das etwa 77,5 ha große Gebiet, das im Jahr 1990 unter der Kennung 1440023 unter Naturschutz gestellt wurde, erstreckt sich nordwestlich des Kernortes Ober-Mörlen und südlich von Ostheim, einem Stadtteil von Butzbach. Südlich des Gebietes fließt die Usa, ein rechter Zufluss der Wetter, und verläuft die B 275, östlich verläuft die A 5. Am südwestlichen und südlichen Rand des Gebietes fließt der Fauerbach, ein linker Zufluss der Usa. Der Galgenberg ist mit 232,8 m die höchste Erhebung des Naturschutzgebiets.